# Santol
Santol là một đô thị hạng 5 ở tỉnh La Union, Philippines. Theo điều tra dân số năm 2015, đô thị này có dân số 12.476 người trong.

## Các đơn vị hành chính
Santol được chia ra 11 barangay.
- Corrooy
- Lettac Norte
- Lettac Sur
- Mangaan
- Paagan
- Poblacion
- Puguil
- Ramot
- Sapdaan
- Sasaba
- Tubaday